# Vectran (LCP)
Vectran é uma fibra manufaturada, advinda de um polímero de cristal líquido (LCP) criado pela Celanese Corporation e agora fabricada pela Kuraray. Este polímero se destaca pela sua estabilidade térmica e química, contribuindo para a alta performance de muitos produtos que dependem do seu alto módulo de resistência e força.

## Histórico
.A Kuraray Co., Ltd. começou a fabricar a Vectran em 1990. Em junho de 2007, a Kuraray detinha 100% da produção mundial da Vectran desde 2005, quando adquiriu o negócio Vectran da Celanese Advanced Materials Inc. (CAMI), com sede na Carolina do Sul. EUA A capacidade total da Vectra expandiu-se de cerca de 600 toneladas / ano em 2007 para 1000 toneladas / ano em 2008..

## Polímero de Cristal Líquido (LCP)
A descoberta do cristal líquido se deu 1888 pelo botânico austríaco Friedrich Reintzer os Polímeros de Cristais Líquidos são uma classe de polímeros de poliéster aromático, possuem em sua estrutura moléculas longas, rígidas e extremamente orientadas, a sua estrutura influencia em suas características, pois possui desempenho superior em relação às propriedades mecânicas quando comparado a polímeros convencionais. Nos cristais líquidos há um progressivo aumento de ordem que dá origem às diferentes fases líquidas cristalinas.

## Síntese
A estrutura molecular do Vectran é mostrada na figura “Estrutura Molecular Vectran”

Estrutura Molecular Vectran

O Vectran é um poliéster aromático produzido pela policondensação do ácido 4-hidróxibenzóico e 6-Hidroxinaftaleno-2-ácido carboxílico.(Figura: Reação de síntese do Vectran)

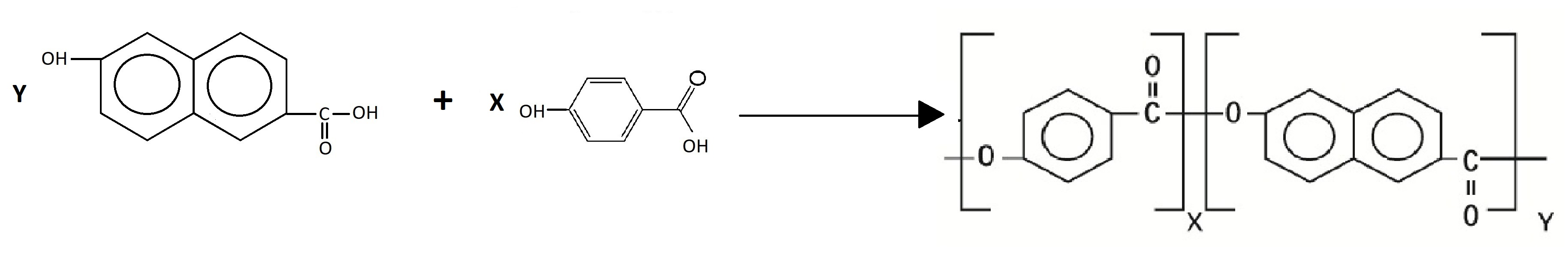
Reação de síntese do Vectran

Este tipo de polímero consiste em de macromoléculas rígidas, lineares que se alinham no estado fundido para produzir estruturas de cristal líquido. Se um polímero de cristal líquido fundido for sujeito a cisalhamento ou fluxo de estiramento, como é o caso em todas as operações de processamento de termoplásticos, então as macro moléculas rígidas se ordenam em fibras e fibrilas, que se congelam quando o fundido se resfria. É assim que a morfologia específica dos polímeros de cristal líquido no estado sólido é formada.

## Propriedades físicas/químicas
Na preparação do Vectran é utilizado um tratamento térmico, por mais que a fibra já possuísse alta resistência e módulo de elasticidade este tratamento causa o aumento de ambos e ainda causa resistência ao calor .Por isso se dá uma característica importante deste polímero pois sua performance é melhor a baixas temperaturas.
Outra característica interessante é que o Vectran em ambientes úmidos não retém a umidade, isso se dá pelo fato de suas propriedades mecânicas em condições com água serem muito próximas a em ambientes secos, este é o ponto mais forte do Vectran com relação a outras fibras de aramida. Portanto, as características mais relevantes deste polímero são:
- Resistente à abrasão e à fadiga por flexão
- Resistente a químicos e solventes orgânicos
- Estabilidade térmica, criogênico a elevadas temperaturas
- Estabilidade dimensional, baixa deformação plástica e encolhimento. .[7][8]

| Propriedade           | Valor      |
| --------------------- | ---------- |
| Tenacidade (20 °C)    | 24 cN/dtex |
| Tenacidade (-70 °C)   | 29 cN/dtex |
| Módulo de Tensão      | 600 g/d    |
| Ponto de fusão        | 350 °C     |
| Ponto de Decomposição | 400 °C     |

## Aplicações
As principais aplicações são nos ramos de Cordas e Tecidos, Aeroespacial, Médico e Eletroeletrónicos.

### Cordas e Tecidos
A resistência e rigidez desta fibra gera cordas mais finas e leves, por isso, esta tem sido uma nova aplicação para o Vectran pois este polímero pode ser utilizado principalmente como absorvedor de energia para equipamentos de esporte e cabos para levantamento em águas profundas já que as características de alto amortecimento de vibração, resistência ao impacto e absorção de energia tem atraído a atenção para tais produtos.

### Eletroeletrônicos
Nos últimos anos tem sido a maior área de aplicação do polímero pois este leva vantagem com relação a resistência física e ao calor e baixa permeabilidade de água.

## Destino final/reciclagem
O Vectran (LCP) devido a sua reciclabilidade é comumente utilizado para aplicações ecológicas de conectores, bobinas e trocadores em concordância com a Lei de resíduos eletroeletrônicos Européia. Este polímero por possuir resistência a chamas e não possuir aditivos de halogênio torna-se interessante, porém é importante ressaltar que devido ao seu alto grau de cristalinidade, já como visto devido a sua estrutura de moléculas altamente orientadas, pode ocorrer maior dificuldade para seu processamento